# Прича о скривеном благу
Прича о скривеном благу је једна од Исусових кратских алегоријских прича, која говори о великој вредности царства небеског.
Прича је забележена у канонском јеванђељу по Матеју (13:44), и неканонском јеванђељу по Томи (изрека 109). Код Матеја у наставку следи прича о бисеру, која је сличне тематике.
Постоји више приказа ове приче у уметности, укључујући дела Рембранта, Џејмса Тисоа, Јан Лујкена, и Џона Еверета Милеа.

## Прича

### По Матеју
Матеј наводи следећу верзију Исусове приче:

### По Томи
Тома наводи следећу верзију Исусове приче:

## Тумачења
Матејева верзија се унеколико разликује од Томине. Код Матеја је човек прво нашао благо па купио поље, док је код Томе прво купио поље па нашао благо. Такође, вишеструко мењање власништва над њивом је обележје Томине верзије.
Ова алегоријска прича се обично интерпретира као илустрација велике вредности царства небеског, по чему је слична причи о бисеру. Тумачења се углавном усредсређују на Матејеву верзију.
Оквир приче подразумева да је неко закопао благо у пољу и касније умро. Тренутни власник поља је несвестан његовог постојања. Проналазач, вероватно радник на пољу, је једини који зна за његово постојање али не може га ископати пре него што купи поље. За сиромашног сељака, такво откриће представља остварење свих снова.
Жан Калвин сматра да је сврха ове приче да подучи ученике претпостављању царства небеског читавом свету. Калвин је тумачи у смислу да се треба одрећи себе и свих жеља тела, тако да нас ништа не спречи да стекнемо драгоцен посед. Калвим напомиње да нам је „и те како потребно ово упозорење“ јер смо толико очарани заводљивошћу света да нам вечни живот бледи из обзора. Џон Ноланд сматра да је проналазак блага извор радости али такође представља и изазов налазачу да прода све што има да би стекао веће благо.
Скривено благо може значити и да царство небеско није откривено свима.
Постоје и разне друге интерпретације ове приче, у којима благо представља Израел или Цркву.